# Епархия Апатсингана
Епархия Апатсингана (лат. Dioecesis Apatzinganiensis) — епархия Римско-католической церкви с центром в городе Апатсинган, Мексика. Епархия Апатсингана входит в митрополию Морелии. Кафедральным собором епархии Апатсингана является церковь Непорочного Зачатия Пресвятой Девы Марии.

## История
30 апреля 1962 года Папа Римский Иоанн XXIII издал буллу «Quo aptius», которой учредил епархию Апатсингана, выделив её из епархии Такамбаро.
11 октября 1985 года епархия Апатсингана передала часть своей территории новой епархии Сьюдад-Ласаро-Карденаса.

## Ординарии епархии
- епископ Victorino Alvarez Tena (1962 — 1974);
- епископ José Fernández Arteaga (1974 — 1980);
- епископ Miguel Patiño Velázquez (1981 — 17.11.2014);
- епископ Cristóbal Ascencio García (с 17.11.2014).